# Cens jueu
El "Cens jueu" (en alemany Judenzählung) va ser una mesura instituïda per l'Alt comandament de l'exèrcit alemany el 1916 durant les convulsions de la Primera guerra mundial. A mesura que el futur s'enfosquia per Alemanya l'interès de l'exèrcit per trobar un boc expiatori augmentava. Aquest foren els jueus. El Cens fou vist com una manera de "demostrar" que la població jueva estaven traint el seu país esquivant el servei militar. Però les xifres van indicar no només que la proporció no era menor del normal, també s'oferien voluntaris en gran quantitat per lluitar a la línia de front.
Aquesta acció va incomodar i sorprendre la comunitat jueva, que s'havia mostrat molt patriòtica. Uns 100.000 van passar per l'exèrcit, dels quals 12.000 moriren i 35.000 van ser condecorats pel seu valor.
El fet que els alemanys els giressin tan de pressa l'esquena va indignar gran part dels jueus alemanys. Va ser un moment de ràpida disminució de les relacions entre alemanys i jueus. Molts no pogueren creure que la seva realitat xoqués tan fortament amb la impressió generalitzada. Aquest episodi també va ajudar molts joves jueus alemanys a virar cap al sionisme, en adonar-se que l'acceptació per la societat alemanya era una causa perduda.